# Saadjärve
Saadjärve – wieś w Estonii, w prowincji Tartu, w gminie Tartu. Wieś położona jest pomiędzy dwoma jeziorami Saadjärv i Soitsjärv.